# Zendaya
Zendaya Maree Stoermer Coleman, coneguda monònimament com a   Zendaya   (pronunciació en : //zɛnˈdeɪ.ə//) (Oakland, 1 de setembre de 1996), és una actriu, ballarina, cantant i model estatunidenca, coneguda per protagonitzar la sèrie original Disney Channel, Shake It Up amb el paper de la Raquel "Rocky" Blue i també per aparèixer a Spider-Man: Homecoming, a Spider-Man: Far From Home i a Spider-Man: No Way home amb l'actor Tom Holland.

## Carrera
Zendaya va fer el seu debut com a actriu a la televisió, com a protagonista de la sèrie Shake It Up (2010-2013). També va aparèixer a l'anunci comercial dels grans magatzems Sears, I'm Gonna Arrive (Don't Just Go Back), per a la tornada a l'escola el gener del 2009, com a ballarina, fent de suport per a la protagonista Selena Gomez.
Abans de Shake It Up, va treballar com a model infantil per a Macy's, Mervyns i Old Navy.
El 31 de maig del 2011, llançà el seu primer senzill, Swag It Out. També canta amb Bella Thorne al vídeo musical Watch Me, que va debutar a la posició 95 a la classificació setmanal americana dels Billboard Hot 100, la llista musical més important dels Estats Units pel que fa al rock i pop.
També va aparèixer a diversos anuncis comercials de les joguines oficials de la reeixida sèrie ICarly i va participar en un vídeo musical infantil del programa Kidz Bop (al qual va interpretar la cançó Hot'n'Cold de Katy Perry).
El 2017 va protagonitzar la pel·lícula The Greatest Showman on interpretava a una acròbata.
El 28 de juny de 2017 es va estrenar a Hollywood la pel·lícula Spider-Man: Homecoming on Zendaya hi tenia un paper protagonista.
El 16 de juny de 2019 es va estrenar la sèrie d'HBO Euphoria on va participar com a protagonista.
El 2 de juliol de 2019 es va estrenar la pel·lícula Spider-Man: Far From Home on va participar com una de les protagonistes principals, paper que repetiria a Spider-Man: No Way Home, del 2021.

## Vida privada
Des del 2021, manté una relació amb Tom Holland, a qui va conèixer al plató de Spider-Man: Homecoming.

## Filmografia

### Pel·lícules
| Any  | Títol                      | Personatge          | Notes              |
| ---- | -------------------------- | ------------------- | ------------------ |
| 2013 | Super Buddies              | Lollipop            | Veu                |
| 2017 | Spider-Man: Homecoming     | Michelle «MJ» Jones |                    |
| 2017 | The Greatest Showman       | Anne Wheeler        |                    |
| 2018 | Duck Duck Goose            | Chi                 | Veu                |
| 2018 | Smallfoot                  | Meechee             | Veu                |
| 2019 | Spider-Man: Far Frome Home | Michelle «MJ» Jones |                    |
| 2021 | Malcolm & Marie            | Marie Jones         | També coproductora |
| 2021 | Space Jam: A New Legacy    | Lola Bunny          | Veu                |
| 2021 | Dune                       | Chani               |                    |
| 2021 | Spider-Man: No Way Home    | Michelle «MJ» Jones |                    |
| 2024 | Dune: Part 2               | Chani               |                    |
| 2024 | Challengers                | Tashi Donaldson     |                    |

### Televisió
| Any          | Títol                  | Personatge          | Notes                                                    |
| ------------ | ---------------------- | ------------------- | -------------------------------------------------------- |
| 2010–2013    | Shake It Up            | Raquel "Rocky" Blue | Protagonista juntament amb Bella Thorne                  |
| 2011         | Good Luck Charlie      | Rocky Blue          | Episodi Charlie Shakes It Up (crossover amb Shake It Up) |
| 2011         | PrankStars             | Ella mateixa        | Episodi: "Walk the Pran"                                 |
| 2011         | Pixie Hollow Games     | Fern                | Episodi especial; paper vocal                            |
| 2012         | A.N.T. Farm            | Sequoia Jones       | Episodi: "Creative consultANT"                           |
| 2012         | Frenemies              | Halley Brandon      | Telefilm                                                 |
| 2013         | Dancing with the Stars | Ella mateixa        | 16a temporada; concursant i subcampiona                  |
| 2013         | The Story of Zendaya   | Ella mateixa        | Sèrie de televisió                                       |
| 2014         | Zapped                 | Zoey Stevens        | Telefilm                                                 |
| 2014         | The Making of SWAY     | Ella mateixa        | Espectacle de preparació de ball televisiu; 8 episodis   |
| 2014         | SWAY: A Dance Trilogy  | Ella mateixa        | Espectacle televisiu de ball                             |
| 2015         | Black-ish              | Rasheida            | Episodi: "Daddy's Day"                                   |
| 2015–2018    | K.C. Undercover        | K.C. Cooper         | Paper principal; també coproductora                      |
| 2017         | Walk the Prank         | Ella mateixa        | Episodi: "K.C. Undercover Edition"                       |
| 2017         | Lip Sync Battle        | Ella mateixa        | Episodi: "Tom Holland vs. Zendaya"                       |
| 2019         | The OA                 | Fola                | 3 episodis                                               |
| 2019–present | Euphoria               | Rue Bennett         | Paper principal                                          |

## Discografia
Àlbums d'estudi
- 2013: Zendaya

Bandes sonores
- 2011: Shake It Up: Break It Down
- 2012: Shake It Up: Live 2 Dance
- 2012: Shake It Up: Made In Japan
- 2013: Shake It Up: I <3 Dance
- 2015: Finding Neverland: The Album
- 2017: The Greatest Showman
- 2018: Smallfoot
- 2019: Euphoria

Senzills
- «Swag It Out»
- «Watch Me» (amb Bella Thorne)
- «Something to Dance For»
- «Fashion Is My Kryptonite» (amb Bella Thorne)
- «Contagious Love» (amb Bella Thorne)
- «Replay» (Zendaya)
- «My Baby» (amb Ty Dolla Sign, Bobby Brackins, Iamsu! - Zendaya)
- «Something New» (amb Chris Brown)
- «Rewrite the Stars» (amb Zac Efron)
- «All for Us» (amb Labrinth)

Senzills promocionals
- «Too Much» (de Zapped)
- «Keep It Undercover» (cançó de K.C. Undercover)
- «Wonderful Life» (cançó de Smallfoot)

Vídeos musicals
- «Watch Me»
- «Dig Down Deeper» (cançó de Pixie Hollow Games)
- «Swag It Out»
- «Something to Dance For / TTYLXOX Mash-Up»
- «Fashion Is My Kryptonite»
- «Contagious Love»
- «Shake Santa Shake»
- «Replay»
- «My Baby»
- «My Baby» (Remix)
- «Safe and Sound»
- «All of Me»
- «Close Up»
- «Neverland» (de Finding Neverland: The Album)

Aparicions en vídeos musicals
- 2009 – «Hot n Cold» – Kidz Bop Kids
- 2013 – «Like We Grown» – Trevor Jackson
- 2015 – «Bad Blood» (interpreta Cut-Throat) – Taylor Swift
- 2016 – «All Night» – Beyoncé
- 2017 – «Versace on the Floor» – Bruno Mars
- 2019 – «All for Us» – Labrinth